# Sofia de Hohenberg
Sofia Maria Francisca Antônia Ignácia Alberta de Hohenberg (em alemão: Sophie Marie Franziska Antonia Ignatia Alberta von Hohenberg;  Konopischt, 24 de julho de 1901 — Thannhausen, 27 de outubro de 1990) foi a única filha do arquiduque Francisco Fernando da Áustria-Hungria e de sua morganática esposa, Sofia, Duquesa de Hohenberg, ambos os quais foram assassinados em Sarajevo, em 28 de junho de 1914. Tal assassinato desencadeou a Primeira Guerra Mundial, assim, Sofia e seus dois irmãos são por vezes descritos como "os primeiros órfãos da Primeira Guerra Mundial".

## Biografia

### Início de vida

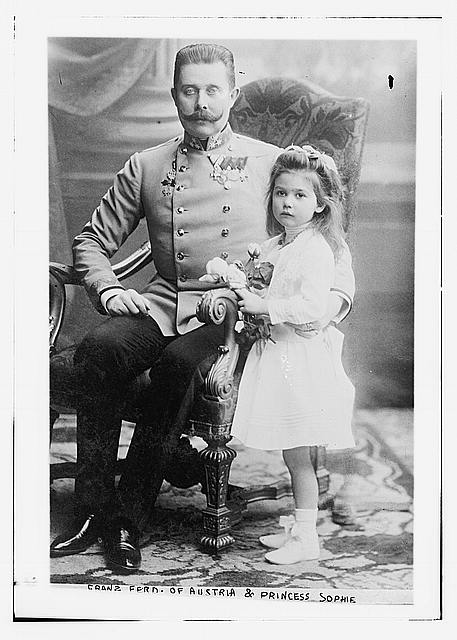
Sofia com seu pai, Francisco Fernando

Sofia nasceu em 24 de julho de 1901, no Castelo Konopiště, na República Checa, cinquenta quilômetros a sudeste de Praga. Este castelo, situado em Boêmia, era o favorito do arquiduque Francisco Fernando e de sua esposa, Sofia. Em 29 de setembro de 1902, o primeiro filho do casal, Maximiliano, nasceu. Um segundo filho, Ernesto, veio ao mundo em 17 de maio de 1904. Em 1908, a esposa do arquiduque ficou grávida novamente, mas o quarto filho, um menino, nasceu morto em 7 de novembro de 1908.
Seu pai, o arquiduque Francisco Fernando, havia feito um juramento de que quaisquer filhos que tivesse com sua esposa morganática nunca poderiam suceder ao trono, e que previa um futuro que seria normal e tranquilo para suas crianças. Ele queria que seus filhos levassem a vida simples de um proprietário rural, enquanto pretendia que sua filha, Sofia, fosse feliz ao lado de um parceiro socialmente adequado a quem ela amava. Ele esperava que seus filhos pudessem aproveitar a vida sem preocupações materiais, vivendo no anonimato. Sofia disse mais tarde que ela e seus irmãos foram educados para saber que eles não eram nada de especial. Ela afirmou que seu pai era firme com seus filhos, mas nunca duro ou injusto.

### Após o assassinato dos pais
Após o assassinato de seus pais, Sofia e seus dois irmãos sobreviventes, Maximiliano e Ernesto, foram acolhidos por um amigo próximo de seu pai, o príncipe Jaroslav de Thun und Hohenstein.

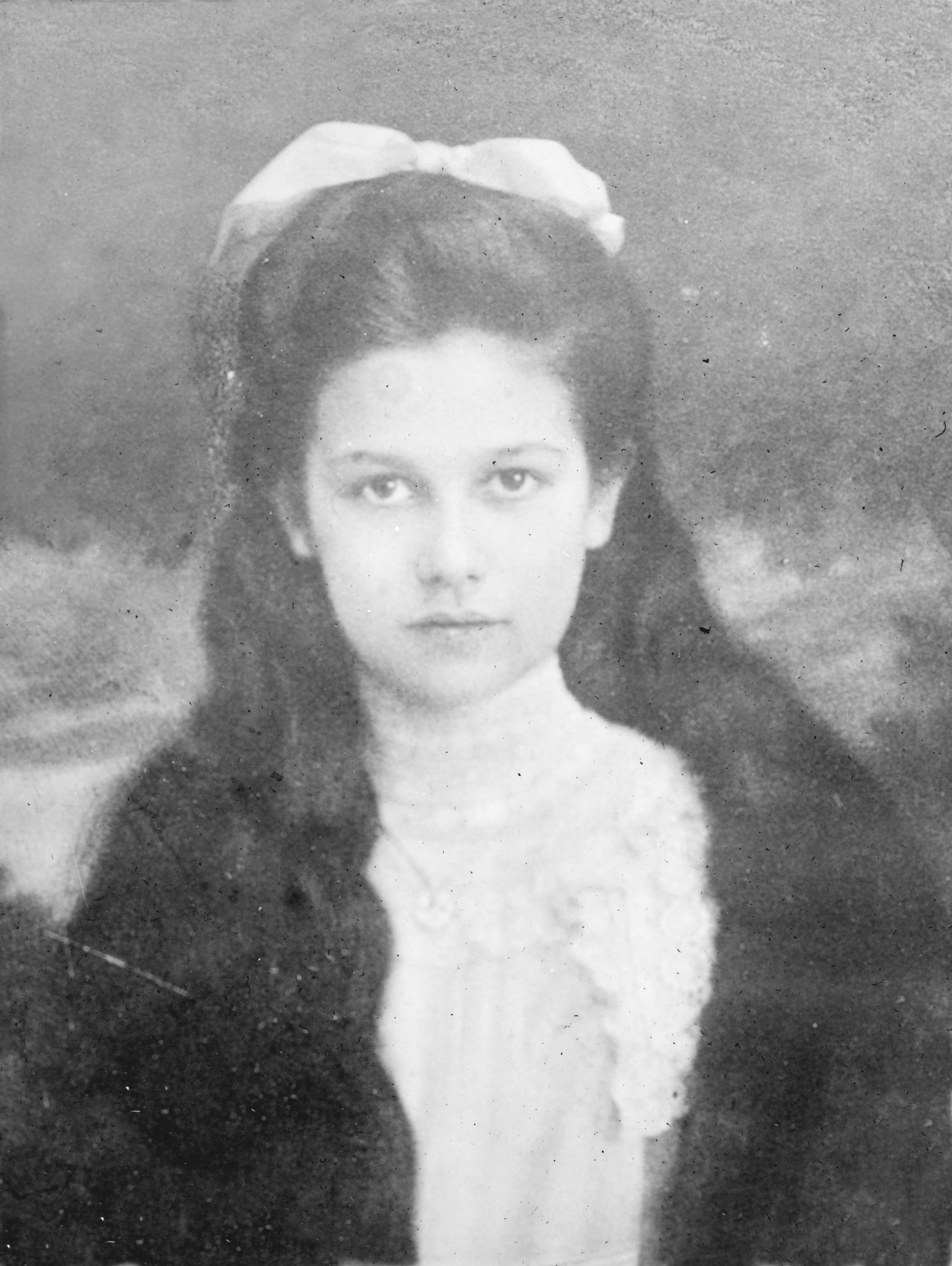
Sofia em 1913

No final de 1918, as suas propriedades na Checoslováquia, incluindo Konopiště e Chlumec nad Cidlinou, foram confiscadas pelo governo tcheco. As crianças se mudaram para Viena.

### Carta a Nedeljko Cabrinovic
Durante o julgamento dos homens acusados de assassinarem o arquiduque Francisco Fernando e sua esposa, o único réu para expressar remorso era Nedeljko Cabrinovic, que expressou seu pesar por aquilo que ele tinha feito e pediu desculpas aos filhos das vítimas. Sofia e seus irmãos foram informados sobre as desculpas de Cabrinovic e escreveram uma carta para ele. Na carta, eles disseram que tinha ouvido falar sobre o seu pedido de desculpas e afirmou que sua consciência pôde estar em paz porque o perdoaram por seu papel no assassinato de seus pais. Sofia e Maximiliano assinaram a carta, mas Ernesto recusou-se. A carta foi entregue pessoalmente a Cabrinovic em sua cela em Theresienstadt, na Boêmia, pelo padre jesuíta Anton Puntigam. Em 23 de janeiro de 1916, Sofia e seus irmãos foram informados de que Cabrinovic tinha morrido.[carece de fontes?]

### Casamento e filhos
Sofia casou-se com o conde Frederico de Nostitz-Rieneck (1891 – 1973) em 8 de setembro de 1920. Eles tiveram quatro filhos:
- Ervino Maximiliano Francisco Pedro Paulo Humberto Conrado Maria de Nostitz-Rieneck (29 de junho de 1921 – 11 de setembro de 1949);
- Francisco de Assis Frederico Ernesto Leopoldo José Maria de Nostitz-Rieneck (2 de fevereiro de 1923 – 23 de fevereiro de 1945);
- Aloísio Carlos José Maria de Nostitz-Rieneck (12 de agosto de 1925 – 22 de abril de 2003). Casou-se com Teresa de Waldburg-Zeil e Trauchburg em 7 de agosto de 1962. Eles têm quatro filhos, treze netos e um bisneta;

- Sofia Amália Teresa Quirina Henriqueta Lucélia Madalena Maria Ignaria de Nostitz-Rieneck (4 de junho de 1929). Casou-se com Ernesto de Gudenus em 18 de agosto de 1953. Eles têm quatro filhos e netos adolescentes.

### Final de vida
Em 1938, seguindo as Anschluss (a União da Áustria e da Alemanha, sob Adolf Hitler), seus irmãos Maximiliano e Ernesto foram presos pela Gestapo, como resultado de fazerem declarações anti-nazistas e deportados para o campo de concentração de Dachau. Suas propriedades na Áustria foram confiscadas pelas autoridades nazistas. Ambos os seus irmãos sobreviveram ao aprisionamento em Dachau.
O marido de Sofia, Frederico, morreu em 1973. Após isso, ela levou uma vida tranquila na Áustria, acompanhada às vezes por seus netos. Em 1981, ela visitou Konopiste pela primeira vez em sessenta anos. Durante esta visita, ela falou do quão feliz sua vida familiar tinha sido lá.
Sofia viveu até os 89 anos de idade, morrendo em outubro de 1990. Ela foi colocada para descansar ao lado do corpo de seu marido na cripta da família.